# Picot frontdaurat
El picot frontdaurat (Melanerpes aurifrons) és una espècie d'ocell de la família dels pícids (Picidae) que habita boscos oberts, garrigues i encara ciutats, des de l'est de Durango, centre de Chihuahua, oest, nord, centre i sud de Texas i sud-oest d'Oklahoma, cap al sud, a través de Mèxic i oest i centre d'Hondures. Està absent des de l'est d'Hondures fins al nord de Nicaragua.
La població que habita des de Mèxic central cap al sud, és considerada una espècie de ple dret per alguns autors: Melanerpes santacruzi